# 侯军呈
侯军呈（1964年12月—）,浙江乐清人，珀莱雅董事长、杭州化妆品协会会长、全国工商联美容化妆品业商会副会长以及浙江省湖州市政协委员。

## 生平
1964年出生于浙江省乐清市，有四个姐姐。1980年父亲去世，高中辍学跟随大姐夫学汽修，1995年后随小姐夫在义乌做化妆品生意，1996成立义乌燎原日化公司，1999年转战杭州创业，2003年联合小舅子方玉友在杭州创建珀莱雅。后毕业于清华大学化妆品行业渠道建设高级研修班。2012年4月担任湖州市政协委员。